# Radka Popowa
Radka Popowa (bulgarisch Радка Попова; * 26. Januar 1974 in Dupniza) ist eine frühere bulgarische Biathletin.
Radka Popowa, Lehrerin aus Saparevo, betreibt Biathlon seit 1992 und gehört seitdem auch dem bulgarischen Nationalteam an. Sie wird von Kiril Tonchev trainiert und startet für Levski Dupniza. Ihr Debüt im Weltcup gab Popowa 1992 als 61. bei einem Sprint in Pokljuka. Erst zwei Jahre später wurde sie erneut im Weltcup eingesetzt. Erster Karrierehöhepunkt war die Teilnahme an den Biathlon-Weltmeisterschaften 1995 in Antholz, wo sie mit der Staffel Siebte wurde. Popowa schaffte im Laufe ihrer Karriere wenige größere Erfolge in Einzelrennen, doch mit der bulgarischen Staffel häufig gute Platzierungen, darunter einen dritten Platz beim 1999er Staffelrennen in Pokljuka. Erste Weltcuppunkte gewann sie 1996 als Sprint-21. in Antholz. Beste Platzierung im Weltcup wurde ein 17. Platz in einem Einzel in der Saison 1997/98 in Pokljuka. Dennoch konnte sie zwischen 1995/96 und 2005/06 in acht Saisons Punkte erlaufen. Ihre beste Platzierung im Gesamtweltcup erreichte sie als 53. in der 2000/01.
Abgesehen von 1997 und 2003 startete Popowa zwischen 1995 und 2007 bei allen Biathlon-Weltmeisterschaften. In Pokljuka erreichte sie als 20. in der Verfolgung ihr bestes Einzelergebnis. Mit der Staffel wurde sie 2000, 2001 und 2004 jeweils Sechste. An Olympischen Winterspielen nahm Popowa 1998 in Nagano und 2006 in Turin teil. In Nagano wurde sie nur in einer enttäuschenden Staffel (Platz 16) eingesetzt, in Turin startete sie im Sprint (58.) und in der Verfolgung (überrundet). Mit der Staffel wurde sie Achte. Besonders erfolgreich war Popowa bei Europameisterschaften. Hier konnte sie in Kontiolahti sogar in Einzelrennen erfolgreich teilnehmen. Sie gewann Gold im Einzel, Silber im Sprint und in der Verfolgung. 2004 in Minsk und 2007 in Bansko verpasste sie mit der Staffel als Vierte Medaillen nur knapp.

## Biathlon-Weltcup-Platzierungen
Die Tabelle zeigt alle Platzierungen (je nach Austragungsjahr einschließlich Olympische Spiele und Weltmeisterschaften).
- 1.–3. Platz: Anzahl der Podiumsplatzierungen
- Top 10: Anzahl der Platzierungen unter den ersten zehn (einschließlich Podium)
- Punkteränge: Anzahl der Platzierungen innerhalb der Punkteränge (einschließlich Podium und Top 10)
- Starts: Anzahl gelaufener Rennen in der jeweiligen Disziplin

| Platzierung | Einzel | Sprint | Verfolgung | Massenstart | Staffel | Gesamt |
| ----------- | ------ | ------ | ---------- | ----------- | ------- | ------ |
| 1. Platz    |        |        |            |             |         |        |
| 2. Platz    |        |        |            |             |         |        |
| 3. Platz    |        |        |            |             | 1       | 1      |
| Top 10      |        |        |            |             | 28      | 28     |
| Punkteränge | 1      | 9      | 8          |             | 34      | 52     |
| Starts      | 13     | 87     | 40         |             | 35      | 175    |

## Weblink
- Radka Popowa in der Datenbank der IBU (englisch)

| Personendaten    | Personendaten                                         |
| ---------------- | ----------------------------------------------------- |
| NAME             | Popowa, Radka                                         |
| ALTERNATIVNAMEN  | Popova, Radka; Попова, Радка Костадинова (bulgarisch) |
| KURZBESCHREIBUNG | bulgarische Biathletin                                |
| GEBURTSDATUM     | 26. Januar 1974                                       |
| GEBURTSORT       | Dupniza                                               |